# Ioachim Moldoveanu
Ioachim Moldoveanu (ur. 1913, zm. 31 lipca 1981) – rumuński piłkarz, napastnik. Uczestnik piłkarskich mistrzostw świata z roku 1938. 5-krotny zdobywca Pucharu Rumunii.

## Kariera
Piłkarską karierę seniorską rozpoczął w wieku 21 lat w Ceramice Bistrita. Następnie podpisał kontrakt z Rapidem Bukareszt, z którym w latach 1937, 1938, 1939, 1940, 1941 i 1942 sięgnął po Puchar Rumunii. W roku 1938 został powołany do kadry rumuńskiej na mundial '38, który odbywał się we Francji. Na mistrzostwach tych, zagrał jeden mecz przeciwko reprezentacji kubańskiej. Po zakończeniu kariery zawodowej, został trenerem Rapidu Bukareszt. W reprezentacji narodowej rozegrał 11 spotkań i nie strzelił ani jednej bramki.

## Osiągnięcia
- Puchar Rumunii (z Rapidem Bukareszt): 6x – 1936/1937, 1937/1938, 1938/1939, 1939/1940, 1940/1941, 1941/1942.